# 이재안
이재안(1988년 6월 21일 ~ )은 대한민국의 프로 축구 선수이며 포지션은 공격수이다.

## 축구인 경력

### 선수 경력
2011년 FC 서울에 신인 드래프트를 통해 4순위로 입단하면서 커리어를 시작했다. 2011시즌 신인임에도 불구하고 시즌 초반 7경기에 출전하였으나, 공격 포인트를 올리지 못하였다. 2012년 서울이 경남 FC의 김주영을 영입하는 과정에서 이재안과 현금을 경남에 내주게 되어 경남 FC으로 팀을 옮기게 되었다.
경남 FC에서 2012년에서 2014년동안 뛰면서 87경기 14골 4도움을 기록하여, 전성기를 이루었지만, 2015년에 새로 창단한 서울 이랜드 FC로 이적 후 부상으로 인해 시즌 9경기 1골로 부진하였다. 2016년에는 수원 FC로 이적하여, 24경기 2도움을 기록하면서 준수한 활약을 펼쳤다. 2017년에는 군복무 대체로 아산 무궁화로 입단하여 24경기 6골 1도움으로 K리그2 정규시즌 우승을 이끌면서 제2의 전성기를 펼쳤다. 2018년에도 14경기 2골 3도움을 기록하였고, 시즌 중간 전역하여 원 소속팀인 수원FC로 복귀하여 14경기 2골 1도움을 기록, 한해 4골 4도움을 기록하였다.
2020시즌을 앞두고 K3리그의 경주 한국수력원자력으로 이적했다. 2020년 5월 16일에 열린 평택 시티즌 FC와의 경기에서 경주 입단 이후 첫 골을 기록했다.